# De kalla krigsvintrarna
De kalla krigsvintrarna kallar man de tre vintrarna 1939/1940–1941/1942, som var osedvanligt kalla i Sverige och resten av Norra Europa. Hundratusentals människor, såväl civila som soldater, frös ihjäl, t.ex. under vinterkriget och Leningrads belägring.
De kalla krigsvintrarna inföll då såväl jorden som helhet och norra halvklotets vintrar hade ett temperaturmaximum. Det är en låg korrelation mellan Sveriges och klotets temperaturanomalier. Gemensamt för de kalla vintrarna är att kylan täckte större delen av Europa och Sibirien.

## Vintrarna i Sverige
Hela Sverige hade kallt. Den sista av de tre vintrarna var allmänt den kallaste och i de östra delarna av Götaland och Svealand var det rekordkallt. I Stockholm var medeltemperaturen för de tre månaderna −7,8 grader. Haparanda hade −15,4, Göteborg −5,1 och Lund −4,0 grader

### De enskilda vintrarna
Vintern 1939–1940 var kall eller mycket kall i så gott som hela Sverige. Vintern hamnar på fjärde eller femte plats bland århundradets kallaste. I Växjö och Storlien var det den näst kallaste. Det var obetydligt snö utom på enstaka platser i Norrland. 
Vintern 1940–1941 var kall eller mycket kall i hela Sverige utom längst i norr där det var nära normala temperaturer iakttogs. Det var den tredje kallaste vintern i bl.a. Gävle, Särna, Växjö och Malmö. Det var obetydligt snö i hela landet.
Vintern 1941–1942 var mycket kall i hela Sverige, I östra delarna av Götaland och Svealand var den extremt kall. Rekord noterades i bl.a. Jönköping, Kalmar, Skara, Stockholm, Visby, Uppsala, Västerås, Västervik och Växjö. Det var normal nederbörd men på en del håll torrt väder.

### Köldrekord
I Sverige hade man ett köldrekord på −53 °C från Malgoviks folkskola i Vilhelmina i södra Lappland den 13 december 1941. Senare (i februari 1966) noterades en lika låg temperatur vid den officiella SMHI-stationen Vuoggatjålme.
Exempel på medeltemperaturen under de kalla vintrarna ges i tabellen. De två vintrarna före "De kalla krigsvintrarna" är med för jämförelse.
| Ort        | 1937–38- | 1938–39 | 1939–40 | 1940–41 | 1941–42; |
| ---------- | -------- | ------- | ------- | ------- | -------- |
| Karesuando | −10,4    | −11,4   | −16,6   | −14,1   | −17,9    |
| Stockholm  | −1,2     | 0,3     | −6,6    | −6,2    | −7,8     |
| Göteborg   | 0,7      | 1,6     | −4,0    | −4,2    | −5,1     |
| Lund       | 0,9      | 1,6     | −3,9    | −3,2    | −4,0     |

### Trafikproblem
Den starka och långvariga kylan förorsakade en hel del svårigheter för tågtrafiken. Ett exempel är att den stränga kylan våren 1940 förorsakade tågförseningar ända in i mitten av juni samma år, på grund av att det ur säkerhetssynpunkt var nödvändigt att sänka hastigheten vid de mycket talrika platser, där det fann tjälknölar. Det inträffade också många rälsbrott. Även snön bidrog till problem. Ett kraftigt snöfall under senare delen av januari 1942 i förening med storm och kyla, vållade järnvägsdriften åtskilliga svårigheter över stora delar av Sverige. De vedeldade loken utbyttes i största möjliga utsträckning mot koleldade och trots att lokkoppling användes vid flera tillfällen, körde tågen fast i snödrivorna och måste skottas fram. Ett mycket besvärligt driftavbrott inträffade i Skåne i mitten av mars 1942 i anslutning till en svår snöstorm.